# Олимпик (футбольный клуб, Кропивницкий)
«Олимпик» — украинский футбольный клуб из города Кропивницкого. Играл во второй лиге чемпионата Украины. Выступает в первой лиге чемпионата Кировоградской области.

## История
Ещё в апреле 2000 года команда ДЮФК «Олимпик» заняла первое место на Международном турнире «Дружба народов», который проходил в Севастополе, в следующем году выиграла «Кубок Алустон» (Алушта). Команда ДЮФК была постоянным участником чемпионата детско-юношеской футбольной лиги Украины и первенства Кировоградской области.
Клуб с годовым бюджетом в 200 тысяч долларов финансировали частные структуры, а основой коллектива являлись воспитанники детско-юношеского футбольного клуба «Олимпик». Для выступлений в Чемпионате Украины, по решению комиссии областного совета «Олимпик» на год получил в аренду стадион «Звезда».
15 июля 2008 года «Олимпик» переименован в «Звезду». В 2009 году возрождён под названием «Олимпик». Выступает в первой лиге чемпионата Кировоградской области.

## Чемпионат Украины
Статус профессионального клуба «Олимпик» получил 13 июля 2007 года. Первый матч на профессиональном уровне команда сыграла 20 июля 2007 года в Броварах против местного «Нафкома» (матч первого предварительного этапа Кубка Украины), который проиграла со счётом 0:5. Первый матч в чемпионате клуб провёл 25 июля 2007 года на выезде против команды «Ильичёвец-2» из Мариуполя. Матч закончился со счётом 1:0 в пользу мариупольской команды.
| Сезон     | Лига, группа     | И  | В | Н | П  | РМ    | О  | Место    |
| --------- | ---------------- | -- | - | - | -- | ----- | -- | -------- |
| 2007/2008 | Вторая, группа Б | 34 | 6 | 7 | 21 | 33−66 | 25 | 17 из 18 |

## Кубок Украины
| Сезон     | Этап              | И | В | Н | П | РМ  | О |
| --------- | ----------------- | - | - | - | - | --- | - |
| 2007/2008 | I предварительный | 1 | 0 | 0 | 1 | 0−5 | 0 |